# Ильинская волость (Дмитровский уезд)
Ильинская волость — волость в составе Дмитровского уезда Московской губернии Российской империи. Существовала до 1917 года. Центром волости было село Ильинское.

## История
Ильинская волость была образована в 1764 году в результате секуляризационной реформы. В её состав вошли бывшие церковные земли, ставшие принадлежать государственной Коллегии экономии.

## Состав волости

### Населённые пункты
На 1913 год в Ильинскую волость 2-го стана Дмитровского уезда Московской губернии входили: деревни Афанасово большое, Афанасово малое, Андрейково, село Ассаурово, деревни Андреиха, Архарово, село Батюшково, село Борисово, деревни Ближнево, Болобаново, Базарово, местечко Бугровка, деревни Благодать, Бобнино (Сърково), Благовещенская, Беклемишево, Волоткино-Приглово, Варварино, сельцо Ваганово, сельцо Новое Ваньково, сельцо Старое Ваньково, деревни Герасимиха, Горохово, Гришино, Глебездово, Голиково, Горки, Голявино, сельцо Голенищево, село Деденево (Новоспасское), деревня Данилиха, село Дубровка, деревня Драчево, сельцо Дуново, деревни Ерыково, Животино, село Ильинское, село Игнатово, деревни Иванцево, Ивановская, Исаково, Кузяево, Капорка, Курово, Кромино, Коверъяник, сельцо Кекишево, село Круглино, деревня Леоново, сельцо Лотосово,  деревня Лавровки, село Мартьяцково (Ивашкино), деревня Минъево, Мелихово (Карпово), село Морозово, деревни Медведки, Морозцево, Михънейково (Сергъйково), Новинки, Неращино, сельцо Никульское, деревни Никулино, Подосинки, Полуподосинки, Парамоново, Притыкино, сельцо Пуриха, деревни Приютова, Редькина, Ростиславские выселки, Сбоева, Свистуха, Степаново, Сазоново, Семешки Большие, Семешки Малые (Сергеевка), Сычевка, село Сурмино, деревни Селевкино 1-я и 2-я части, Трощейково,  Ульянки, Филимоново, Федоровская, Хлыбы, Хорьяково, Хлопенево (3 части), Целеево, Шустино, Шадрино, Щепино, посёлок при станции Икша, Колония Московского Городского Рукавишникова приюта, посёлок при селе Деденево (у станции Влахернская).
По данным 1913 года в сёлах: Ассуарово, Деденево, Дубровка, Ильинское, деревнях: Балабаново, Гришино, Леоново, Волоткино-Приглово (со столярной мастерской) и Притыкино имелись земские училища. Церковно-приходские школы имелись в селах: Ассаурово, Батюшково, Игнатово.
В 1917 году Ильинская волость была упразднена. В 1917 году были образованы Дмитровская, Яхромская и Деденевская волости Дмитровского уезда.
Селения: Андреиха, Андрейково, Ассуарово, Афанасово, Базарово, Беклемишево, Благовещенское, Благодать, Боброво, Ваганово, Варварино, Голенищево, Голиково, Голявино, Горки, Горохово, Гришино, Данилиха, Деденево, Дубровки, Ивановское, Игнатово, Икша, Ильинское, Исаково, Капорки, Кекишево, Кузяево, Курово, Лотосово, Марфино, Мелихово, Минеево, Морозки, Муханки, Нерощино, Никулино, Новинки, Новлянки, Парамоново, Подосинки, Полуподосинки, Пуриха, Сазонки, Сбоево, Свистуха, Селевкино, Сурмино, Сычевки, Ульянки, Филимоново, Хлыбы, Хорьяково, Целеево, Шадрино, Шуколово, Шустино и Щепино были переданы в Деденевскую волость. Арханово, Бабкино, Ближнево, Глебездово, Горшково, Драчево, Иванцево, Митькино, Редькино и Фёдоровское — в Дмитровскую волость. Ауртово, Володькино, Герасимово, Мартьяново, Притыкино и Хлопенево — в Софринскую волость, а Животино и Леоново — в Яхромскую волость.

## Инфраструктура
Личное подсобное хозяйство с зоной сельскохозяйственного использования, индивидуальная застройка усадебного типа.